# Dům Simpsonových
Evergreen Terrace 742 je smyšlená ulice a číslo domu rodiny Simpsonových, žijících ve Springfieldu, ze seriálu Simpsonovi a celovečerního filmu Simpsonovi ve filmu. Dům je v seriálu majetkem Neda Flanderse, který jej vydražil v díle Půjčka na oprátku za $100 001, o dolar více než nabídl Montgomery Burns, a Simpsonům jej pronajímá. Na levé straně od domu (z pohledu ze silnice) je dům Homerem nenáviděného souseda jménem Ned Flanders Evergreen Terrace 744. Dům napravo od domu Simpsonových byl obydlen hned několika lidmi – např. Levákem Bobem, Ruth a Laurou Powers, nebo Connie a Bonnie Flandersovými (neteřemi Neda Flanderse).

## Plán domu
Dům je světle růžový (v dřívějších epizodách seriálu byl hnědý). Dům Simpsonových je patrový dům se sklepem a podkrovím. Budova je asi 15 m široká.

### Přízemí
Dveřmi se dostaneme do předsíně, kde se obloukem vlevo dostaneme do obývacího pokoje a kuchyně, levý oblouk vede do jídelny. Z jídelny a obývacího pokoje vedou arkýře. Z předsíně vedou schody do druhého patra. Zezadu domu jsou schody do suterénu (v některých epizodách jsou tyto dveře nahrazeny skříní).

### 2. poschodí

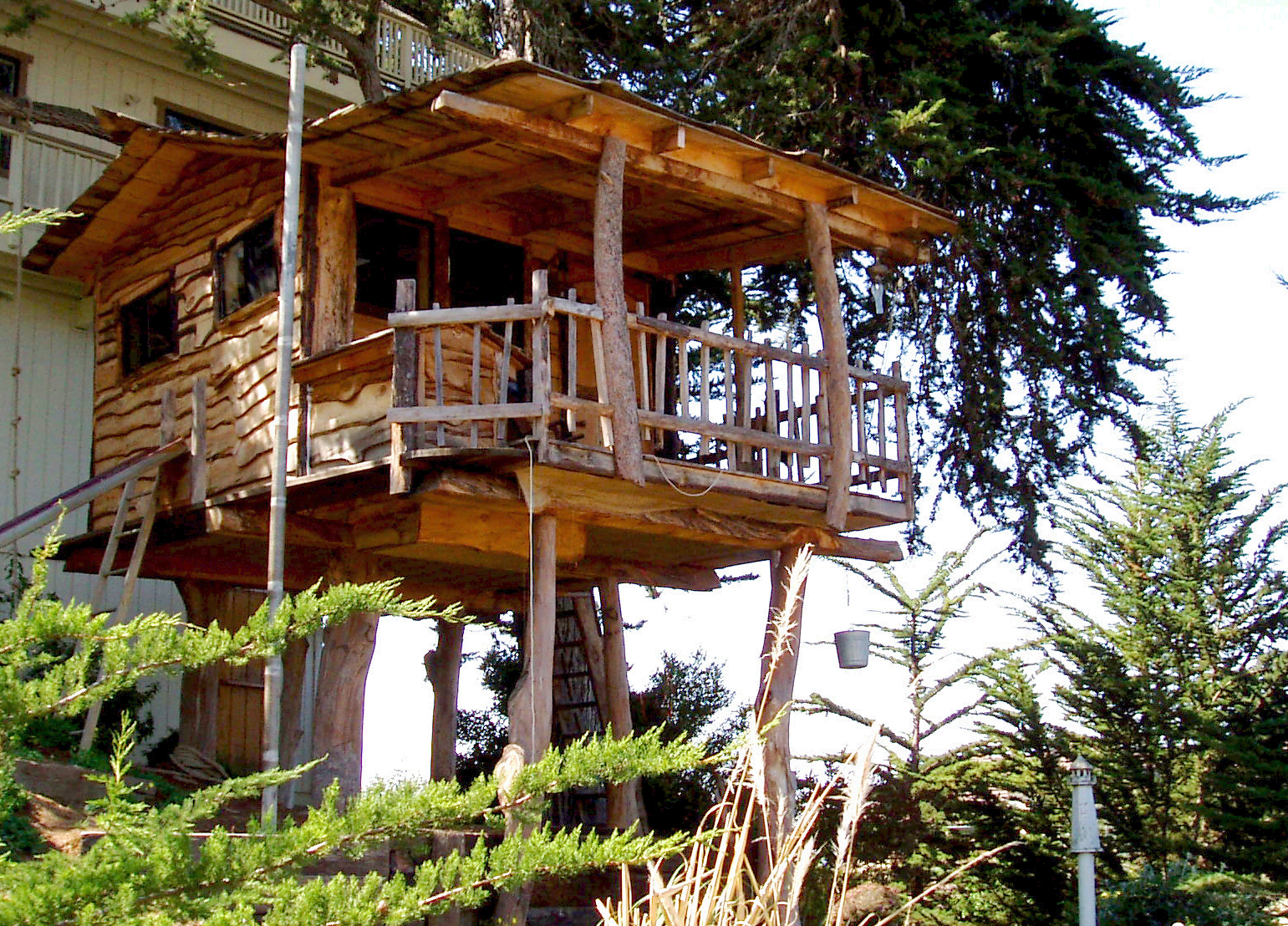
Dům na stromě. (ilustrace)

Ve druhém poschodí jsou ložnice. Marge a Homer mají společnou ložnici s koupelnou. Na patře se také nachází pokoje Barta, Lízy a Maggie Simpsonových.

### Zahrada
Zadní část pozemku (zahrada) je ohraničena dřevěným plotem a živým plotem. Na zahradě je terasa a Bartův Treehouse – dům na stromě (viz obrázek). V některých dílech bývá u plotu Neda Flanderse houpací síť, ve které spí Homer.

## Vybavení domu

### Suterén
V suterénu se nachází pračka, sušička, hlava sochy (kterou Bartovi dal pan Burns jako odměnu, když Bart Burnsovi daroval krev). Někdy se tam objeví stůl na stolní tenis, lednička a další. V jedné z epizod dokonce Marge zjistí, že ve sklepě dříve bývala sauna.

### Obývací pokoj
V obývacím pokoji se nachází 2 červené pohovky, ve většině epizod se však objevuje jen 1. Nad gaučem visí jednoduchý obraz lodi. V jedné z epizod Homer obraz zničí a ze skříně vytáhne jeho repliku.

## Adresa a telefonní číslo
V dřívějších dílech se adresa různě měnila – Evergreen Terrace 1094, 1092, 59, 94, 430, 723 a 1024. V jednom z dílů měli Simpsonovi adresu Spalding Way 430. Ta současná adresa (v novějších dílech) je Evergreen Terrace 742. Telefonní číslo není přesně určeno, vždy se mění. Nově však začíná čísly 555.